# قطعنامه ۱۹۱۴ شورای امنیت
قطعنامه  ۱۹۱۴ شورای امنیت سازمان ملل متحد که در تاریخ ۱۸ مارس ۲۰۱۰ تصویب شد، سندی بین‌المللی دربارهٔ دیوان بین‌المللی دادگستری است. این قطعنامه طی نشست ۶۲۸۵ام با ۱۵ رای موافق، ۰ مخالف و ۰ ممتنع تصویب شد.